# Неортодоксальна (мінісеріал)
«Неортодоксальна» (англ. «Unorthodox») — німецько-американська драма, мінісеріал, який дебютував на Netflix 26 березня 2020 року. Цей серіал ґрунтується на автобіографії Дебори Фельдман 2012 року «Неортодоксальна: скандальне відкидання моїх хасидських коренів». Це перший серіал Netflix переважно мовою їдиш.
За версією кінокритиків BBC, входить до 15-ти найкращих нових серіалів Netflix, HBO та Apple TV 2020 року.

## Сюжет
19-річна єврейка на ім'я Есті тікає від влаштованого шлюбу та ультра-ортодоксальної громади у Вільямсбурзі, Бруклін, Нью-Йорк. Вона переїжджає до Берліна, де живе її відсторонена мати, і намагається жити світським життям та проходити заняття в музичній консерваторії. Її чоловік, який дізнається, що вона вагітна, їде до Берліна зі своїм двоюрідним братом за наказом їхнього рабина, щоб спробувати її знайти.

## У ролях
| Актор             | Роль                |
| ----------------- | ------------------- |
| Шира Гаас         | Естер «Есті» Шапіро |
| Джефф Вільбуш     | Мойше Лефкович      |
| Аміт Рахав        | Янки Шапіро         |
| Алекс Рід         | Лія Мандельбаум     |
| Роніт Ашері       | Малька Шварц        |
| Гера Сандлер      | Мордехай Шварц      |
| Діна Дорон        | бабуся Есті (Баббі) |
| Аарон Альтарас    | Роберт              |
| Тамар Аміт-Йосиф  | Яель Рубені         |
| Азіз Деяб         | Салим               |
| Девід Мандельбаум | Зейді               |
| Делія Мейер       | Міріам Шапіро       |
| Фелікс Мейр       | Майк                |
| Елі Розен         | рабин Йосселе       |
| Сафіназ Сатар     | Дасія               |
| Ленгстон Уйбель   | Аксмед              |
| Ізабель Шосніг    | Ніна Декер          |
| Лора Бекнер       | Вівіан Дропкін      |
| Гарві Фрідман     | Сімха Шапіро        |
| Ленн Кудрявізки   | Ігор                |
| Юсеф «Джо» Швайд  | Карім Нурі          |

## Виробництво
Серіал був натхненний мемуарами «Неортодоксальна: скандальне відкидання моїх хасидських коренів» Дебори Фельдман, яка вийшла з руху «Сатмар», хасидської громади в Нью-Йорку. Фільм має перемикання мови з англійської на ідиш і німецьку. Сценарій написали Анна Вінгер й Алекса Каролінські, режисер — Марія Шрайдер, продюсер — Каролінські. Знято в Берліні. «Неортодоксальна» — це перший серіал Netflix переважно мовою їдиш.
Netflix випустив 20-хвилинний документальний фільм «Як робилася Неортодоксальна», який показує творчий процес і зйомки, а також відмінності між книгою та серіалом.
Зйомки фільму розпочалися в Нью-Йорку, потім переїхали до Берліна, де дизайнер виробництва побудував інтер'єрні локації в CCC Filmstudios, які синхронізувались із Бруклінськими екстер'єрами. Берлінські місця включають Потсдамську площу, яка слугувала локацією для музичної академії і околиць, й озеро Ванзе (Großer Wannsee).